# الکساندر الکساندرویچ اسکوورتسوف
الکساندر الکساندرویچ اسکوورتسوف (به انگلیسی: Aleksandr Aleksandrovich Skvortsov) فضانورد اهل کشور روسیه است که در ۶ مهٔ ۱۹۶۶ میلادی در شچیولکوفو زاده شد. وی در مأموریت سایوز تی‌ام‌ای-۱۸، اکسپدییشن ۲۳، ۲۴ حضور داشته است.